# Rámmohan Ráj
Rádža Rámmohan Ráj (nebo Rám Mohan Ráj; 22. května 1772 – 27. září 1833) byl bengálský reformátor, učenec a náboženský myslitel. Byl jedním ze zakladatelů sociálně-náboženského reformního hnutí na indickém subkontinentu.
Byl úředníkem Východoindické společnosti. Pro indický subkontinent chtěl přinést všeobecnou reformu, kterou chtěl založit především na reformě náboženské. Snažil se reformovat hinduismus a současně byl znalcem mnoha duchovních tradic. Byl vychován v tradici Šrí Čaitanji, současně poznal tradice křesťanství, islámu či tibetského buddhismu, kterou doprovázela i znalost pramenných jazyků (klasických i orientálních).
K prosazení reforem zakládal mnohé spolky, například Bráhmasamádž (Společenství Brahmy nebo též Společnost věřících v Boha).
Titul rádža mu udělil Akbar II, mughalský císař. Rámmohanův vliv byl patrný v oblastech politiky, veřejné správy, vzdělávání a náboženství. Mimo jiné usiloval zrušení satí (upalování vdov) a dětských sňatků. Mnoho historiků považuje Rámmohana Ráje za „otce bengálské renesance“.
Za negativní stránky jeho vlivu je považován vzrůst hinduistického nacionalismu.
Zemřel v Anglii, kam odešel jako vyslanec dillijského panovníka.